# Campo Marzio
Campo Marzio è il quarto rione di Roma, indicato con R. IV. Esso occupa una porzione dell'omonima zona (Campus Martius) dell'antica Roma.
Lo stemma è una mezza-luna d'argento in campo azzurro; l'origine di tale simbolo è ignota. Fino all'epoca napoleonica è stato chiamato Campo Marzo.

## Geografia fisica
Dal punto di vista orografico si tratta di una vasta zona pianeggiante, delimitata da un'ansa del fiume Tevere, a nord del Quirinale e del Campidoglio.

### Territorio
Il rione confina con:
- Quartiere Flaminio (Municipio Roma II): lungo le mura a sinistra di Porta del Popolo, piazzale Flaminio
- Ludovisi: via di Porta Pinciana, via Francesco Crispi
- Colonna: via Francesco Crispi, via Capo le Case, via dei Due Macelli, via Frattina, piazza San Lorenzo in Lucina, via di Campo Marzio
- Sant'Eustachio: piazza Campo Marzio, via della Stelletta, via dei Portoghesi
- Ponte: via del Cancello
- Tevere

## Storia

### Il Campo Marzio in età romana

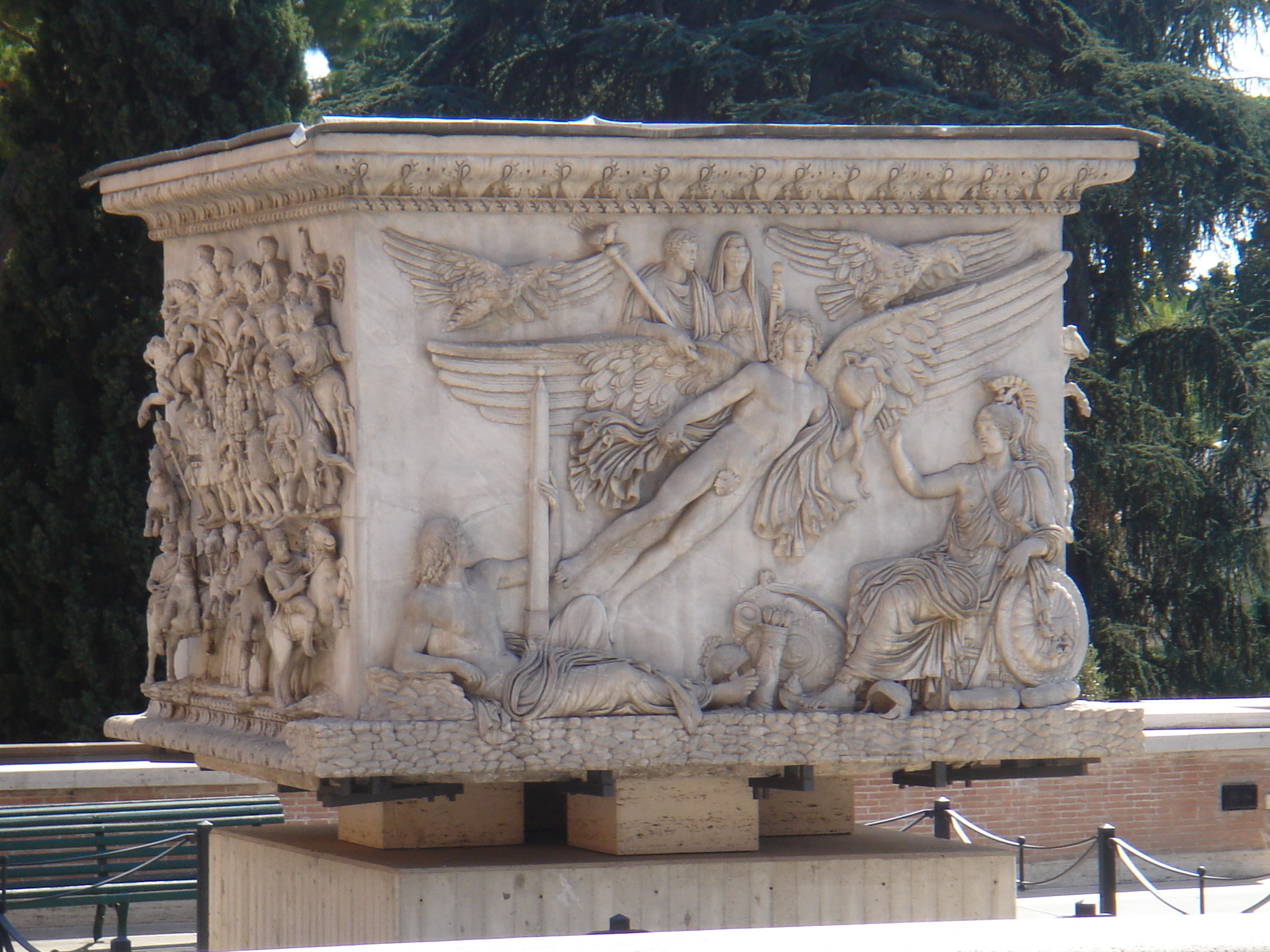
Base della colonna di Antonino Pio, conservata ai Musei Vaticani: sulla sinistra, il genio del Campo Marzio che tiene l'obelisco di Montecitorio

Sin dall'epoca regia, l'area fu consacrata al dio Marte, e adibita ad esercizi militari. Si racconta che qui, presso la Palus Caprae, fu assunto al cielo il primo re di Roma, Romolo. Tarquinio il Superbo se ne appropriò e lo fece coltivare a grano. Secondo una leggenda, durante la rivolta che causò la cacciata del re, i covoni di quel grano furono gettati nel fiume dando origine all'Isola Tiberina. Con l'inizio dell'epoca repubblicana, il Campo Marzio ritornò area pubblica e fu riconsacrato al dio. Fu sede dei comitia centuriata, assemblee del popolo in armi.
La parte più meridionale della piana, a partire dalle pendici del Campidoglio (dove attualmente sono visibili i resti del teatro di Marcello e del portico di Ottavia) era distinta dal Campo Marzio vero e proprio, con il toponimo di Circo Flaminio. L'area fu attraversata dalla via Flaminia, la cui parte urbana prese il nome di via Lata (attuale via del Corso).
Le fondazioni di edifici sacri partono dal primo dei re di Roma, Romolo e proseguono fino a tutto il II secolo a.C. Vi vennero inoltre edificati portici e edifici privati e vi ebbero dei possedimenti Publio Cornelio Scipione e Pompeo.
Inizialmente la zona, poiché era al di fuori dei confini ufficiali della città (pomerium), venne utilizzata per dare udienza ad ambasciatori stranieri e vi venivano più facilmente eretti luoghi di culto per le divinità orientali.
L'inizio della monumentalizzazione dell'area si ebbe con il teatro di Pompeo nel 55 a.C. Con Cesare furono sistemati gli edifici legati alle elezioni, i Saepta Iulia (completati da Augusto) e la Villa publica.

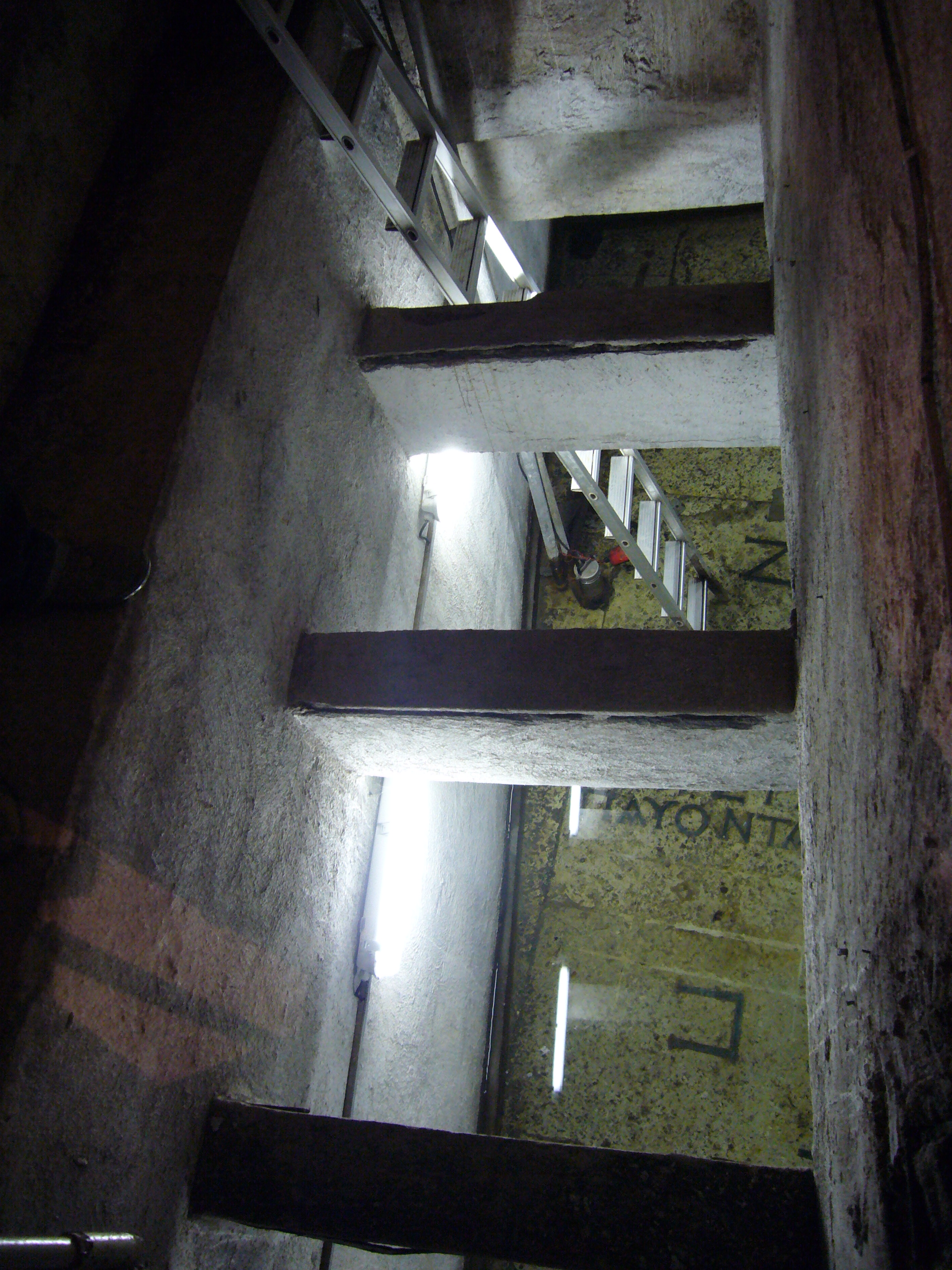
via di Campo Marzio: tratto della Meridiana di Augusto sotto le cantine di uno stabile al n. 48

In epoca augustea, Marco Vipsanio Agrippa inserì i giardini, la basilica di Nettuno, le terme con il suo nome e il Pantheon. Vi fu costruito anche il primo anfiteatro permanente di Roma (l'anfiteatro di Statilio Tauro), un teatro (il teatro di Balbo), un'immensa meridiana (Horologium Augusti) a fianco della quale sorgeva l'Ara Pacis. La zona non edificata verso nord era dominata dal mausoleo di Augusto e dall'orologio solare formato da un'estesa platea in marmo, i cui resti sono oggi visibili negli scavi a San Lorenzo in Lucina, e per gnomone l'obelisco oggi a piazza Montecitorio. Nel giorno natale dell'imperatore, l'ombra dello gnomone raggiungeva l'ingresso dell'Ara Pacis, il monumento voluto dal Senato romano per celebrare la pace e la stabilità portate dal governo di Augusto, che integrava questo grande complesso celebrativo e funerario. Questo è quanto ci racconta Strabone del Campo Marzio negli anni di inizio principato di Tiberio:
(Strabone, Geografia, V, 3,8.)
Probabilmente a Caligola si deve la prima costruzione del tempio dedicato a Iside. Sotto Nerone furono costruite altre terme a suo nome e un ponte.
Dopo il grande incendio di Roma dell'anno 80 Domiziano ricostruì i monumenti aggiungendo uno stadio (che diverrà poi piazza Navona) e un odeion (piccolo edificio per spettacoli coperto, in forma di piccolo teatro). Adriano trasformò il complesso del Pantheon e collocò nella parte settentrionale, legata ai funerali imperiali, i templi di Matidia e Marciana. Successivamente vi furono costruiti il tempio di Adriano, e vi furono innalzate una colonna dedicata ad Antonino Pio e la colonna Antonina, dedicata a Marco Aurelio, che traeva ispirazione dalla Colonna Traiana.
| Planimetria del Campo Marzio centrale |
| --- |
| Terme di Nerone Stadio di Domiziano Pantheon Basilica di Nettuno Terme di Agrippa Stagnum ? Odeon di Domiziano Insulae d'epoca adrianea Magazzini ? Magazzini ? Magazzini ? Saepta Iulia Diribitorium Porticus Divorum Aqua Virgo Arco di Claudio Porticus Vipsania Caserma della I coorte dei Vigiles Iseum Tempio di Minerva Calcidica Ara di Marte Via Flaminia Via Flaminia Tempio di Adriano Tempio di Matidia Teatro di Pompeo Templi di Largo Argentina Portico di Minucio Colonna di Marco Aurelio T. di M.Aurelio e Faustina (?) Arco di M.Aurelio (?) Colonna di Antonino Pio Ustrino di Faustina maggiore Ustrino di Faustina minore Via Recta Portico e tempio del Bonus Eventus Portico di Pompeo Arcus Novus Portico di Meleagro Portico degli Argonauti Piazza della Rotonda Villa Publica |

| Planimetria del Campo Marzio meridionale |
| --- |
| Tevere Navalia Circus Flaminius Teatro di Marcello T. di Diana T. della Pietà T. di Giano T. di Giunone T. di Spes Tempio di Bellona Tempio di Apollo Sosiano Tempio di Giove Statore Tempio di Giunone Regina Portico d'Ottavia Portico di Filippo T. d'Ercole Portico d'Ottavio Teatro di Balbo Crypta Balbi Portico di Minucio T. delle Ninfe Diribitorium T. di Giuturna T. della Fortuna T. di Feronia T. dei Lari Permarini Curia di Pompeo Portico di Pompeo Teatro di Pompeo Tempio di Venere Vincitrice Templi di Marte e Nettuno Santuario di Ercole Magnus Custos Tempio di Castore e Polluce Ponte Fabricio Isola Tiberina Porticus Maximae T. di Vulcano Porticus Divorum Villa Publica Hecatostylum T. della Fortuna equestre Anfiteatro di Statilio Tauro (?) |

### Il Campo Marzio nella Roma papale

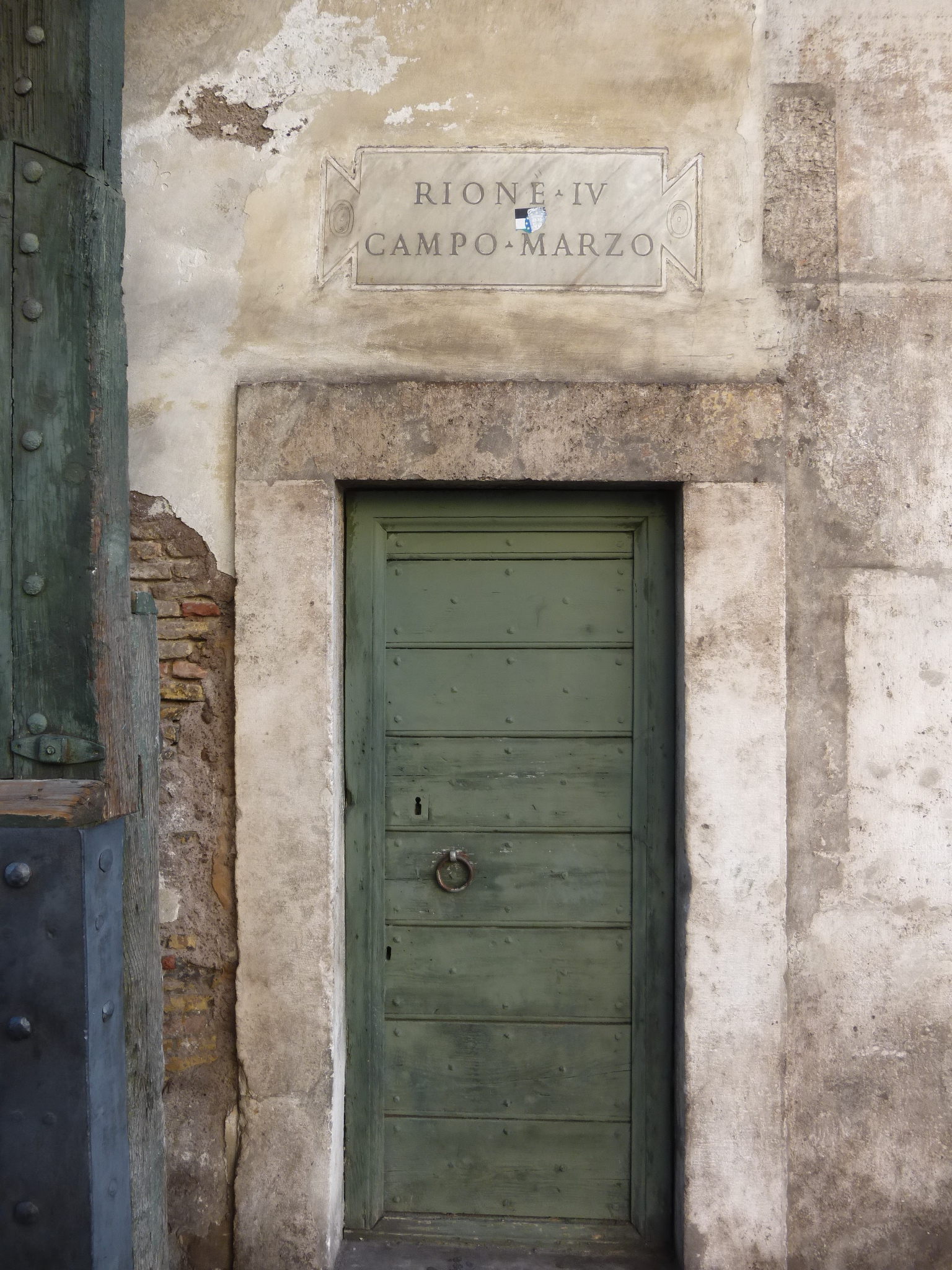
La denominazione del rione come Campo Marzo, ancora corrente fino a Piranesi e oltre, conservata sulla porticina di servizio di Porta del Popolo

Con il taglio degli acquedotti durante gli assedi delle guerre greco-gotiche nel VI secolo e la conseguente maggiore comodità determinata dalla vicinanza del fiume, e in seguito alla creazione di un nuovo polo cittadino nella basilica di San Pietro in Vaticano, centro di pellegrinaggi, l'area del Campo Marzio divenne il quartiere più popolato della Roma medioevale.
Il quartiere era attraversato dal percorso della processione che conduceva il papa neoeletto tra la basilica di San Pietro e la residenza a San Giovanni in Laterano. L'area era inoltre attraversata dalla più importante arteria che continuava a collegare Roma col resto d'Europa, la via Cassia, Questa, dopo essersi riunita alla via Flaminia entrava in città attraverso la porta del Popolo; il tratto urbano conservava ancora l'antico nome di via Lata e costituiva un importante percorso cittadino.
Il tessuto edilizio del quartiere era particolarmente fitto tra le emergenze monumentali dei resti degli antichi edifici ancora conservati, percorso da una fitta rete di strette strade, incentrata sulle preesistenti vie romane e sull'attraversamento del Tevere verso San Pietro con ponte Sant'Angelo.
Va tenuto presente che durante l'alto Medioevo erano rimasti urbanizzati a Roma in modo intensivo soltanto tre rioni: il Borgo Vaticano, Trastevere e appunto il Campo Marzio, nella cui denominazione si includeva tutta la zona popolata lungo la riva sinistra del Tevere a partire dalle falde del Quirinale, cioè quelli che sono oggi i rioni di Trevi, Colonna, Pigna, Sant'Angelo, Regola, Sant'Eustachio e Ponte ed erano allora al massimo toponimi.

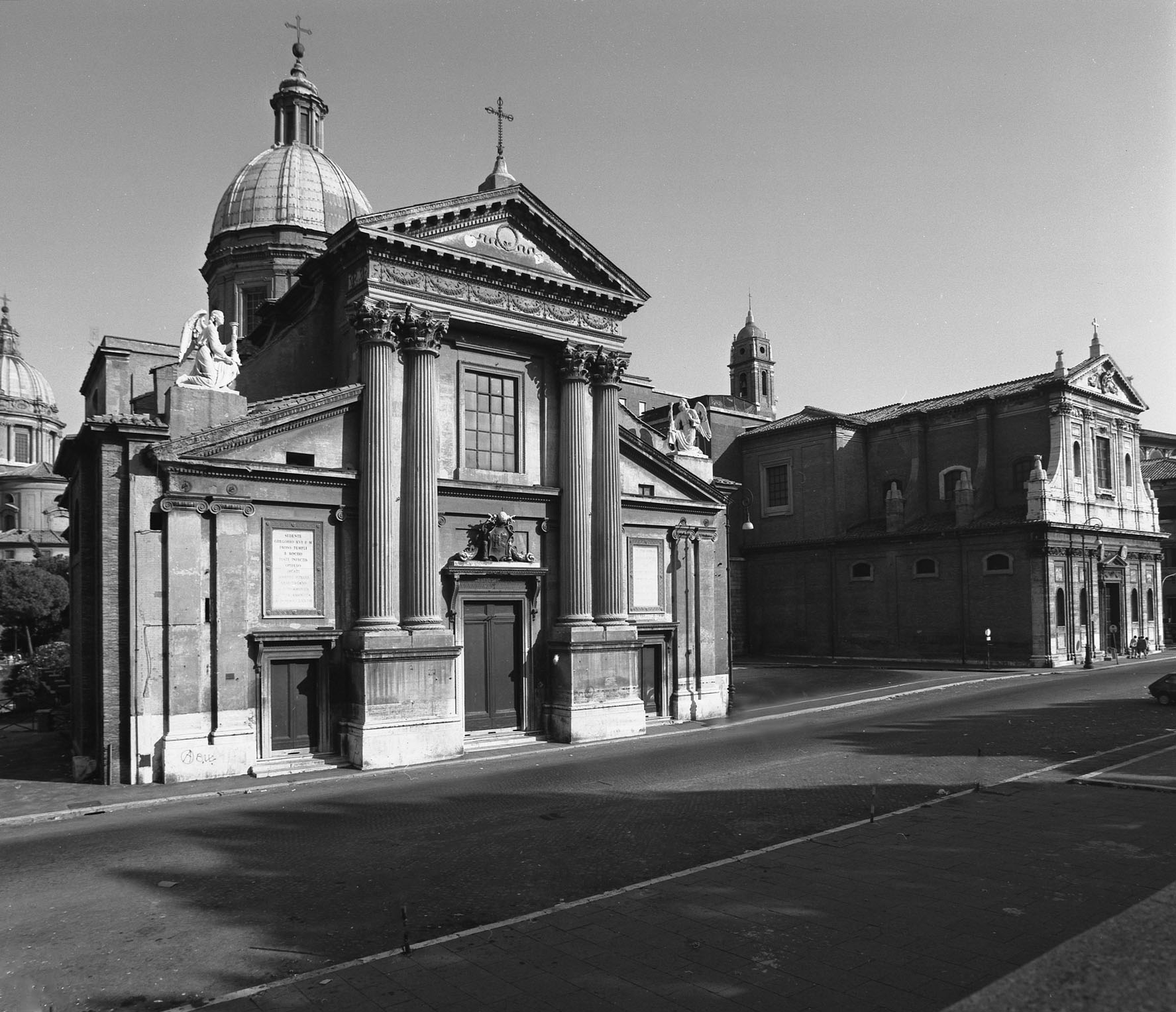
Le chiese di San Rocco e San Girolamo in Campo Marzio

Numerosi furono gli interventi papali per la sistemazione della viabilità:
- Papa Paolo II (1464-1471) rettificò e liberò il percorso della via Lata, che prese da questo momento il nome attuale di "via del Corso".
- Papa Sisto IV (1471-1484) fece costruire Ponte Sisto
- A papa Giulio II (1503-1513) si deve il doppio sistema di strade diritte create sulle due rive del Tevere: la via Giulia sulla riva sinistra del Campo Marzio e la via della Lungara sulla riva destra tra Trastevere e il Vaticano.
- Nel 1518 sotto papa Leone X venne tracciata un'altra via diritta tra il ponte Sant'Angelo e la porta del Popolo, la via Leonina, poi ribattezzata via di Ripetta
- Tra il 1523 e il 1527 sotto papa Clemente VII venne tracciato anche il terzo ramo del cosiddetto "tridente", l'attuale via del Babuino, che favorì lo sviluppo urbanistico del rione Trevi in un'area fino a quel momento piuttosto marginale.
- Papa Paolo III (1534-1549) realizzò il cosiddetto "Piccolo Tridente", una serie di tre vie che confluivano su ponte Sant'Angelo: la via di Panico verso l'antica via Recta (via dei Coronari); il "Canale di Ponte" (via del Banco di Santo Spirito), verso la via papalis (via dei Banchi Nuovi - via del Governo Vecchio); la prosecuzione di via Giulia fino al ponte. Viene inoltre creata la via Trinitatis dal Tevere verso il Pincio (via Fontanella Borghese - via dei Condotti).

Contemporaneamente la città si arricchisce di palazzi nobiliari e cardinalizi, di chiese e di monumenti pubblici. Per evitare di dipendere dall'acqua del Tevere nel 1570 si ripristinò l'acquedotto Vergine e si iniziarono ad edificare le prime fontane. Con papa Sisto V (1585-1590) si iniziò la sistemazione degli obelischi antichi, che vennero rialzati come punto focale dei nuovi tracciati stradali, i quali estendevano il processo di urbanizzazione anche al di fuori del Campo Marzio. Continuarono ad essere edificati palazzi e sistemate piazze, fontane e monumenti per tutto il periodo barocco e ancora nel XVIII secolo, che vide le scenografiche sistemazioni della scalinata di piazza di Spagna, del porto di Ripetta e della fontana di Trevi.
Gli interventi successivi diminuirono (si può citare quasi soltanto la sistemazione di piazza del Popolo), spostandosi in altre zone della città in sviluppo o rivolgendosi alle infrastrutture.
È solo in età napoleonica, che il quartiere fino a quel momento chiamato "Campo Marzo" prende il nome attuale di "Campo Marzio".

### Il Campo Marzio moderno

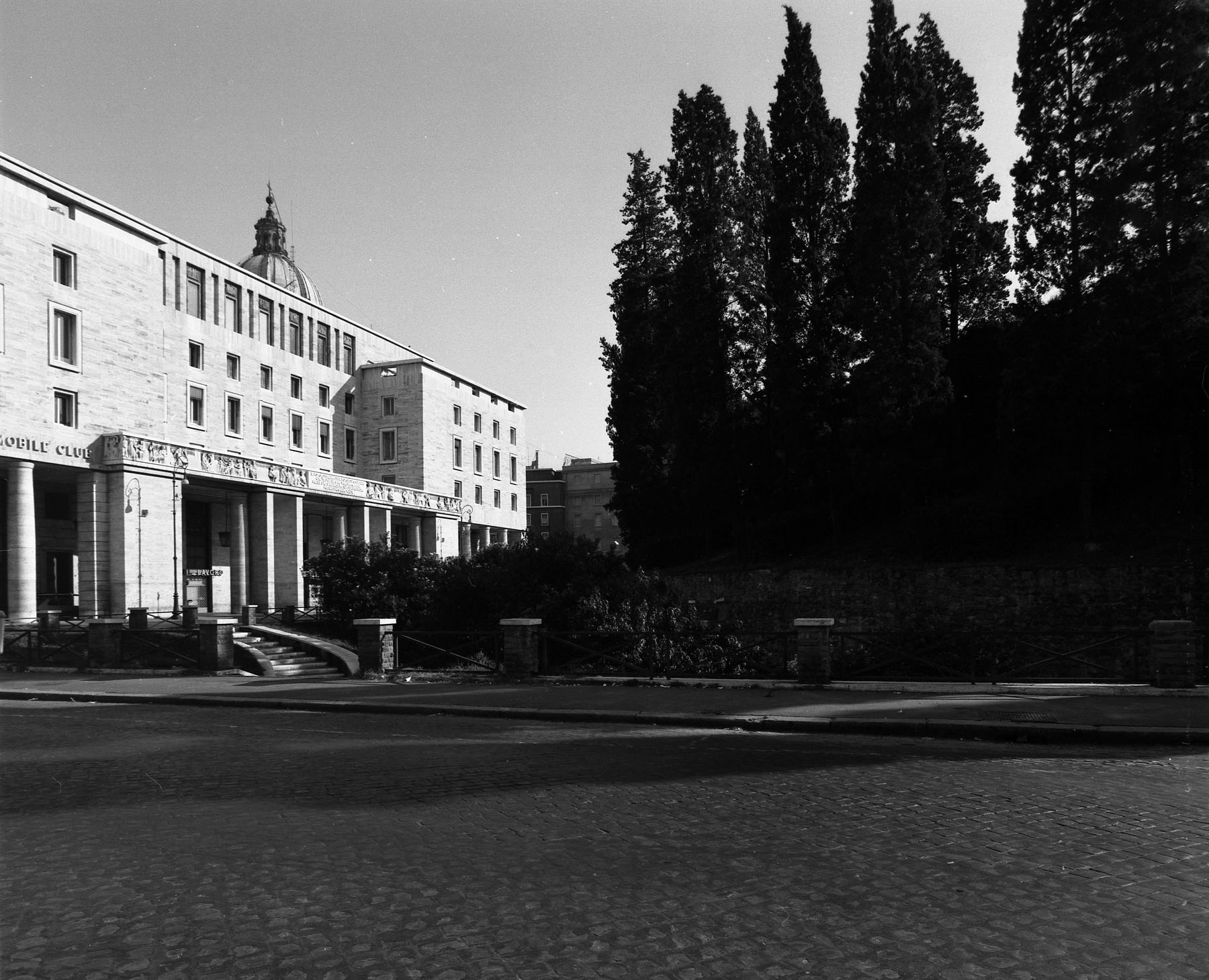
Il palazzo Inps di fronte all'Agusteo

Massicci interventi nel Campo Marzio ripresero quando Roma divenne capitale del Regno d'Italia nel 1870: anzitutto i muraglioni in cui fu chiuso il Tevere, per evitare le alluvioni, costeggiati dai nuovi "Lungotevere", che furono denominati Lungotevere in Augusta (dove fu bruciato Cola di Rienzo), dalle mura all'Ara Pacis, e Lungotevere Marzio.
Per raggiungere il nuovo quartiere dei Prati di Castello da piazza del Popolo fu costruito nel 1891 il ponte intitolato alla Regina Margherita e nel 1902 più a valle, in asse con piazza Cavour e il Palazzaccio, il ponte intitolato a Cavour, sotto il quale fu seppellito il porto di Ripetta.
Già nel 1909, in funzione dello sviluppo del rione Prati, era poi stato previsto uno sventramento trasversale al Campo Marzio, che prevedeva un nuovo asse stradale il quale, scendendo dal Pincio, doveva raggiungere il Tevere a Ponte Cavour, demolendo lungo la direttrice di via della Croce. Questo percorso fu leggermente modificato tra il 1926 e i primi anni trenta quando, contestualmente agli sventramenti di via Arenula, di corso Vittorio Emanuele, di corso del Rinascimento e della spina di Borgo, furono effettuati grandi lavori di "liberazione" attorno al Mausoleo di Augusto, creando attorno al mausoleo un grande vuoto delimitato da travertini abbaglianti e geometrici in luogo delle 120 case demolite.

### Stemma
Mezzaluna d'argento in campo azzurro.

## Monumenti e luoghi d'interesse

### Architetture civili

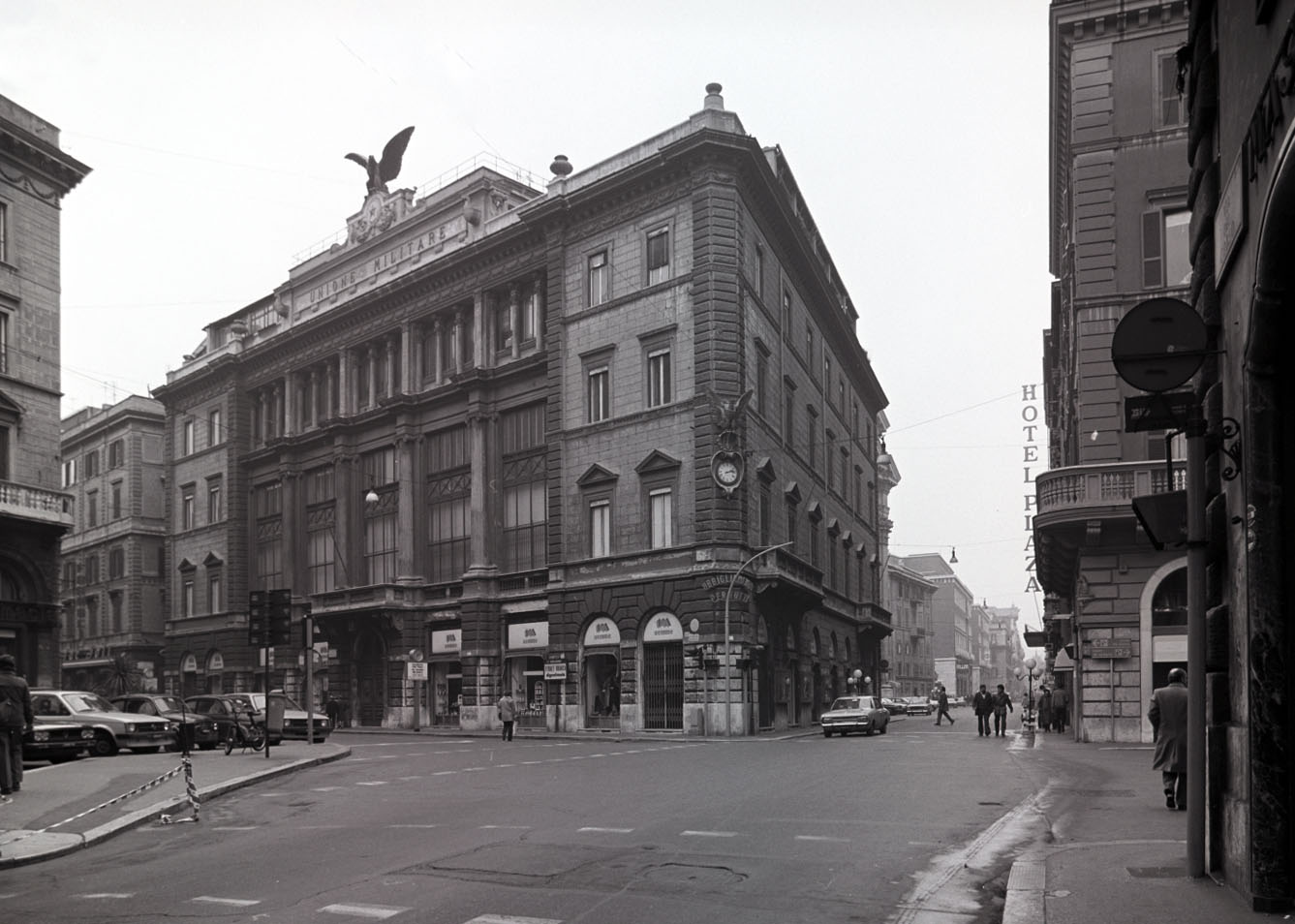
Via del Corso Palazzo dell'Unione Militare (1983)

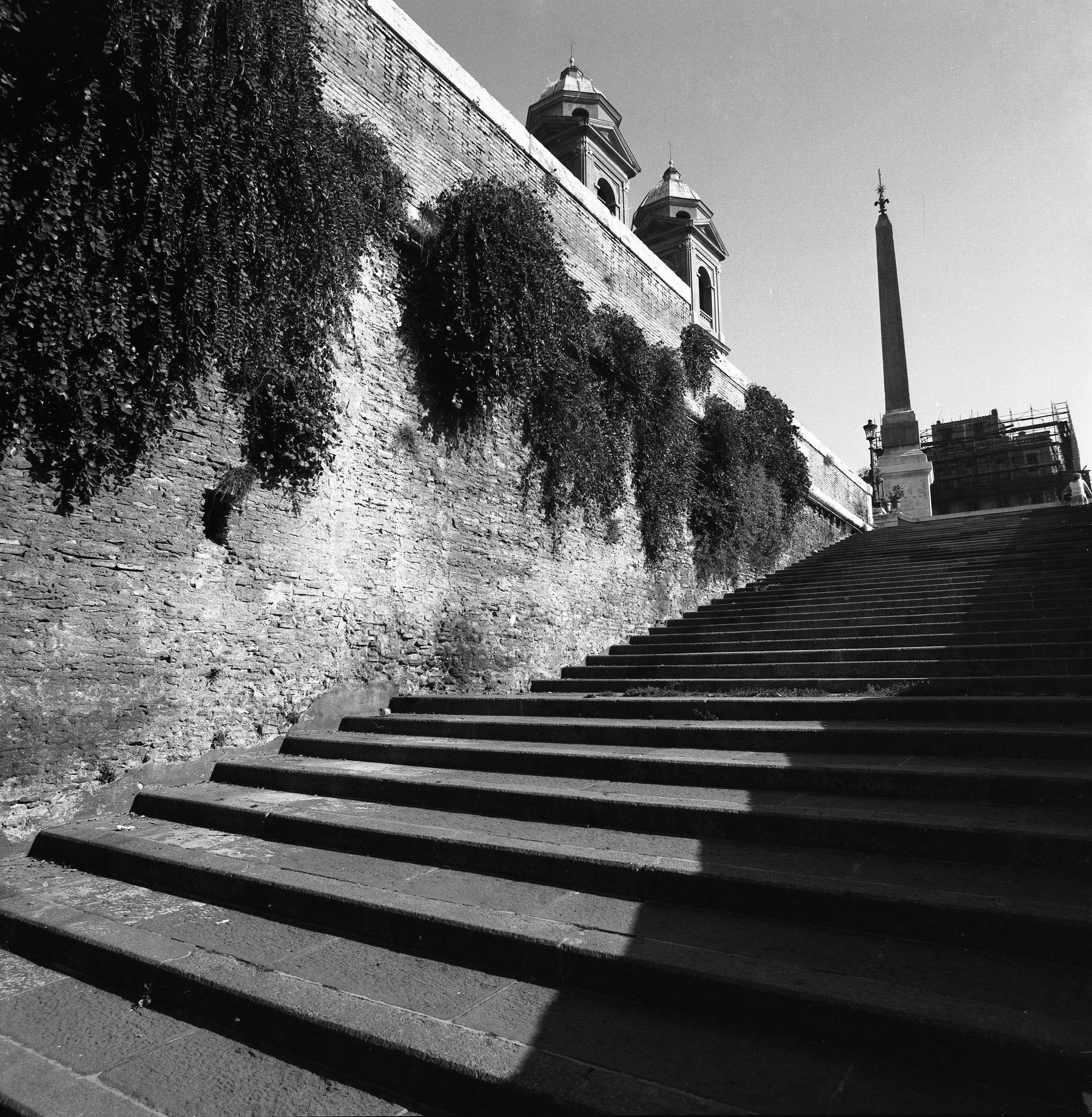
La scalinata di San Sebastianello

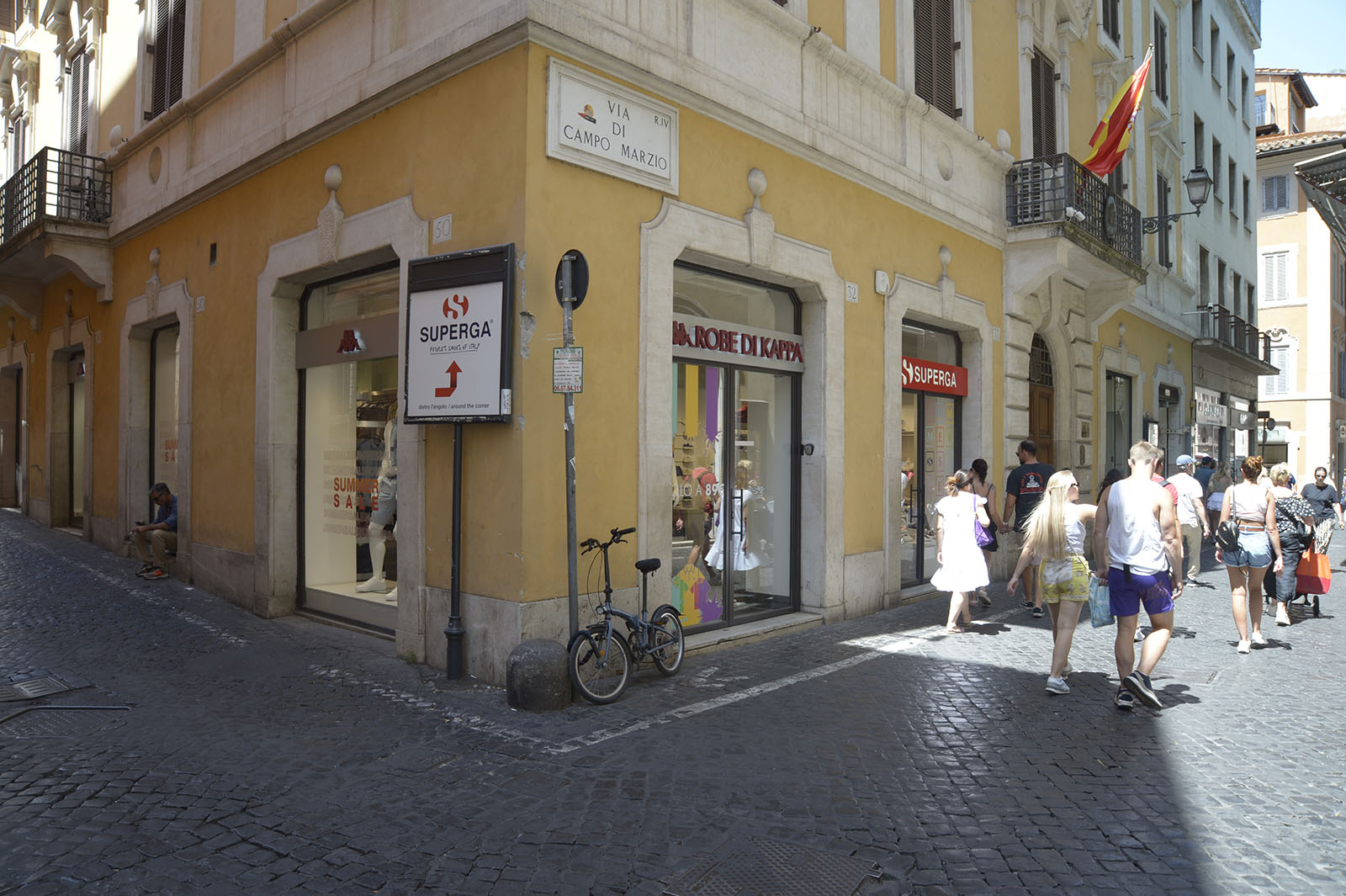
Via di Campo Marzio

- Accademia di belle arti di Roma, su via di Ripetta.
- Casa di Goethe, su via del Corso.
- Casina Valadier, su piazza Bucarest.
- Palazzi dell'INPS, su piazza Augusto Imperatore.
- Palazzo Della Porta Negroni Caffarelli, su via dei Condotti.
- Palazzo Aragona Gonzaga, su via della Scrofa.
- Palazzo Borghese, su piazza Borghese.
- Palazzo Boncompagni Cerasi, su via del Babuino.
- Palazzo Capilupi, su via de' Prefetti.
- Palazzo Corrodi, su via Maria Adelaide.
- Palazzo Firenze, su piazza di Firenze.
- Palazzo Gabrielli-Mignanelli, su piazza Mignanelli.
- Palazzo Incontro, su via de' Prefetti.
- Palazzo Magistrale, su via dei Condotti.
- Palazzo Nainer, su via del Babuino.
- Palazzo Rondinini, su via del Corso.
- Palazzo Ruspoli, su via del Corso.
- Palazzo dell'ex Unione Militare, su via Tomacelli. Edificio in stile eclettico del XX secolo (1901).

Ristrutturato su progetto di Massimilano e Doriana Fuksas nel periodo 2008-2013.
- Palazzetto Zuccari, tra via Sistina e via Gregoriana, angolo piazza della Trinità dei Monti.
- Villa Medici, su viale della Trinità dei Monti.

### Architetture religiose
- Basilica di Santa Maria del Popolo
- Chiesa di Santa Maria dei Miracoli
- Basilica di Santa Maria in Montesanto
- Chiesa della Trinità dei Monti
- Chiesa di San Rocco all'Augusteo
- Basilica dei Santi Ambrogio e Carlo al Corso
- Chiesa di Gesù e Maria
- Chiesa di San Girolamo dei Croati
- Chiesa di Sant'Antonio in Campo Marzio
- Chiesa di Santa Lucia della Tinta
- Chiesa di Santa Maria della Concezione in Campo Marzio
- Chiesa di Santa Maria Portae Paradisi
- Chiesa di Sant'Ivo dei Bretoni
- Chiesa di San Gregorio Nazianzeno
- Chiesa di San Nicola dei Prefetti
- Chiesa di Sant'Atanasio
- Chiesa della Santissima Trinità degli Spagnoli
- Chiesa di Santa Maria del Divino Amore (già dei Santi Cecilia e Biagio)
- Chiesa di San Giacomo in Augusta
- Chiesa della Resurrezione di Nostro Signore Gesù Cristo
- Cappella di San Giovanni Battista de La Salle
- Chiesa di San Gregorio dei Muratori
- Chiesa dei Santi Giorgio e Martiri inglesi
- Chiesa anglicana di Ognissanti
- Chiesa evangelica battista di piazza San Lorenzo in Lucina

Sconsacrate
- Chiesa dei Santi Giuseppe e Orsola
- Cappella di San Gaetano alla Villa Medici
- Oratorio del Santissimo Sacramento di San Lorenzo in Lucina

Scomparse
- Chiesa di San Trifone in Posterula
- Oratorio del Santissimo Sacramento e Santa Caterina da Siena

### Ville e giardini
- Pincio
- Villa Medici
- Casina Valadier

### Siti archeologici
- Ara Pacis
- Mausoleo di Augusto

### Altro
- Anfiteatro di Statilio Tauro
- Busti del Pincio
- Orologio ad acqua

## Geografia antropica

### Piazze
- Piazza del Popolo
- Piazza di Spagna
- Piazza Nicosia

### Strade
- Via Bocca di Leone
- Via Borgognona
- Via dei Condotti
- Via del Babuino
- Via del Corso
- Via della Croce
- Via de' Prefetti
- Via di Ripetta
- Via Gregoriana
- Via Margutta
- Via Sistina
- Via Tomacelli
- Via Vittoria